# Хамза бей джамия (Битоля)
Вижте пояснителната страница за други значения на Хамза бей джамия.
Хамза бей джамия (на турски: Hamza Bey Camii; на македонска литературна норма: Хамза Беј џамија), известна и като Юч Шейхлер джамия (Üç Şeyhler, Трите шейха) е мюсюлмански храм в град Битоля, Северна Македония.

## Местоположение
Разположена е в западната част на града, на улица „Пецо Божиновски“, между Куруделе и Зандан куле, в махалата Хамза бей.

## История
Джамията може би е от XVI – XVII век (преди 1634 година). Единствените писмения сведения са датата 1798, изписана на барабана на купола и мраморна плоча с надпис, според който джамията е реновирана в 1273 година от хиджра (1857/1858 от Христа). Възможно е храмът да има връзка с Хамза бей джамия в Солун, изградена в 1468 година от Хамза бей и обновена в 1619 година. Джамията става център на халветийския суфистки орден в Битоля. Вакъфът на джамията е спомент за пръв път в 1633 година, а сградата в 1634 година като вакъф на Хамза бей в съдебни документи в Битоля. На южната част на купола е имало изписана с червено годината 1798 – вероятно дата на обновяване. В 1857/1858 година е добавен прост портик. Дарители на джамията са Дефтердар Али в 1853 година и Емир паша в 1864 година и поради това в XIX век храмът е известен и под техните имена. Комплексът се е състоял от джамия, сибиан мектеб от 1716 година, медресе тевфикие, халветиско теке с тюрбе на отсрещната страна на улицата и дервишко гробище в оградения двор.
Трите шейха, на които е кръстена джамията са Ибрахим, Абдул Керим и Ахмед – водачи на ордена в края на XVIII век. Те са ученици на шейх Мехмед Хаяти, основател на Зейнел Абедин паша теке в Охрид. Централното му теке има клонове в Костур, Лерин и Албания.

## Архитектура
Джамията има правоъгълна основа с размери 8,90 x 10,21 m и представлява опростена завие джамия с правоъгълна апсида с плосък покрив с размери 5,50 x 2,60 m, в която е разположен михрабът. Така централното пространство е разделено на две. Апсидата има два елегантни сводести прозореца на южната страна. Този необичаен дизайн е вследствие на взаимното влияние между византийската и османската архитектура, което започва в началото на XIV век. Сходни са Мурад I джамия в Бурса, Юсуф паша джамия в Одрин (1429), болницата на Баязид II в Одрин (1485), Мехмед бей джамия в Сяр (1491), Хуса Медин паша джамия в Щип, Синан паша джамия в Призрен, Аладжа джамия в Скопие, Хюсрев бей джамия в Сараево (1531), Ферхадието в Баня Лука (1531).
Молитвеното пространство е покрито с купол на осмоъгълен барабан с тромпи. По стените са видими остатъци от цветна орнаментация и розети в стуко декорация. Зидарията е от слоеве от по три до пет реда тухли и дялани камъни. Горе завършва с тухлен назъбен корниз. Има осем прозореца в долните части на стените, завършващи със сталактитни ниши. Над тях има четири сводести прозореца.
Минарето е многоъгълно, иззидано от камък и тухла и високо 23,40 m. Шерефето му е украсено със сталактити, а балконът има мраморен парапет.
Добавеният трем има размери 5 m x 10,25 m, като покривът му е скатен. На вратата към двора има мраморна плоча 35 cm x 35 cm, която уведомява за обновяването на сградата в 1273 година от хиджра (1857/1858).
Текето и тюрбето на трите шейха вече са били разрушени в 1911 година. По време на Първата световна война джамията пострадва силно.
На запад от храма има запазени няколко надгробни камъка.